# 2319 Aristides
2319 Aristides è un asteroide della fascia principale. Scoperto nel 1960, presenta un'orbita caratterizzata da un semiasse maggiore pari a 2,9040089 UA e da un'eccentricità di 0,0943928, inclinata di 2,97150° rispetto all'eclittica.
L'asteroide è dedicato al militare e politico ateniese Aristide.